# Schmerikon
Schmerikon (gsw. Schmerike, Schmärike) – miejscowość i gmina we wschodniej Szwajcarii, w kantonie St. Gallen, w okręgu See-Gaster. Leży nad jeziorem Zuryskim.

## Demografia
W Schmerikonie mieszkają 4 043 osoby. W 2021 roku 25,5% populacji gminy stanowiły osoby urodzone poza Szwajcarią. 

## Transport
Przez teren gminy przebiegają autostrada A15 oraz drogi główne nr 17 i nr 428.